# 9726 Verbiscer
A 9726 Verbiscer (ideiglenes jelöléssel (9726) 1981 EY19) a Naprendszer kisbolygóövében található aszteroida. Schelte J. Bus fedezte fel 1981. március 2-án.